# Farinera La Fama
La farinera La Fama o Can Gili Vell és un conjunt fabril situat als carrers del Doctor Trueta i Ciutat de Granada i el passatge de Mas de Roda, al Poblenou de Barcelona, catalogat com a bé amb elements d'interès (categoria C).

## Història
Va ser feta construir cap al 1877 per l'industrial fariner Andreu Gili i Guardiola. El 1887, Gili va demanar permís per a instal·lar-hi una màquina de vapor, i novament el 1899 per a construir un magatzem al passatge.
El 2009, una part del conjunt va ser rehabilitada com a oficines i habitatges pels arquitectes Albert Blanch i Mercè Conca, amb l'enderrocament dels magatzems perimetrals.

## Descripció
Al passatge hi ha un edifici de planta baixa i quatre pisos (llevat d'una part en què només hi ha un pis), amb les façanes estucades, imitant el maó vist als emmarcaments dels portals i de les finestres, ambdues d'arc rebaixat.
A l'interior d'illa hi una torre de fabricació de farina (pel sistema de gravetat) de planta baixa i cinc pisos, amb finestres del mateix tipus que l'anterior, al costat de la qual, gairebé adossda, hi ha la xemeneia.